# ژوزه ادوآردو دوس سانتوس
ژوزه ادوآردو دوس سانتوس (پرتغالی: José Eduardo dos Santos زاده ۲۸ اوت ۱۹۴۲) سیاستمدار آنگولایی و رئیس‌جمهور این کشور از ۱۹۷۹ تا ۲۰۱۷ بود. او فرمانده کل قوای مسلح آنگولا و رئیس جنبش ملی آزادیبخش آنگولا، ام‌پی‌ال‌ای است. حزبی که از زمان استقلال این کشور در ۱۹۷۵ بر آن حکومت می‌کند.
دوس‌سانتوس با استقلال آنگولا در سال ۱۹۷۵ میلادی، وزیر امور خارجه دولت انتخابی شد. او در سال ۱۹۷۸ میلادی وزیر طرح و برنامه کشور شد و به دنبال مرگ «آنتونیو آگوستینو نتو»، دوسانتوس در ۱۰ سپتامبر ۱۹۷۹ میلادی به ریاست جمهوری آنگولا رسید و تا ۲۰۱۷ در همین منصب بود.
دوس‌سانتوس در سال ۱۹۹۱ میلادی با معترضان داخلی، که اختلاف با آن‌ها به درگیری و جنگ‌های داخلی هم منجر شده بود، پیمان آشتی بست و قرار شد که نخستین انتخابات در سال ۱۹۹۲ میلادی برگزار شود. مهم‌ترین گروه مخالفان که خواستار به قدرت رسیدن به جای حزب ام‌پی‌ال‌ای بودند، حزب یونیتا بود. انتخابات در وقت مقرر انجام شد و با تأیید سازمان ملل و دیگر ناظران بین‌المللی، ام‌پی‌ال‌ای حزب حاکم و دوس‌سانتوس رئیس‌جمهور آنگولا شد. البته یونیتا همچنان به اعتراضات خود ادامه داد و نتایج انتخابات را نپذیرفت به همین دلیل بار دیگر کشور به صحنه درگیری تبدیل شد. دوس‌سانتوس برای بازگرداندن کشور به حالت آرامش اقدام نمود و از سازمان ملل، آمریکا، روسیه و پرتغال برای حل این بحران استفاده کرد.
نتیجه این اقدامات آن بود که در نوامبر ۱۹۹۴ میلادی پیمان لوساکا میان دولت و حزب یونیتا منعقد گردید. بعد از ایجاد آرامش داخلی نسبی، در سپتامبر سال ۱۹۹۵ میلادی، در پی اقدامات و طرح‌های دوس‌سانتوس برای بازسازی کشور و تقویت زیرساخت‌ها، نمایندگانی را برای جلب پشتیبانی جامعه بین‌الملل به بروکسل فرستاد. ناآرامی‌های داخلی آنگولا تا سال ۲۰۰۲ میلادی نیز ادامه یافت. اما با کشته شدن جوناس ساویمبی، رهبر حزب یونیتا، توسط ارتش آنگولا در سال ۲۰۰۲ میلادی، اعضای دیگر این حزب دست از مبارزه برداشتند و صلح نمودند. حزب یونیتا در سال ۱۹۹۳ میلادی توسط آمریکا به رسمیت شناخته شده بود. از اقدامات دوس‌سانتوس می‌توان به لغو مجازات اعدام و تغییر بخشی از قانون اساسی اشاره نمود.
دوسانتوس در سال ۲۰۰۱ میلادی اعلام کرده بود که در انتخابات شرکت نمی‌کند، اما بار دیگر در سال ۲۰۰۳ میلادی به عنوان رهبر حزب حاکم و رئیس‌جمهور آنگولا معرفی شد.

## زندگی شخصی و مرگ

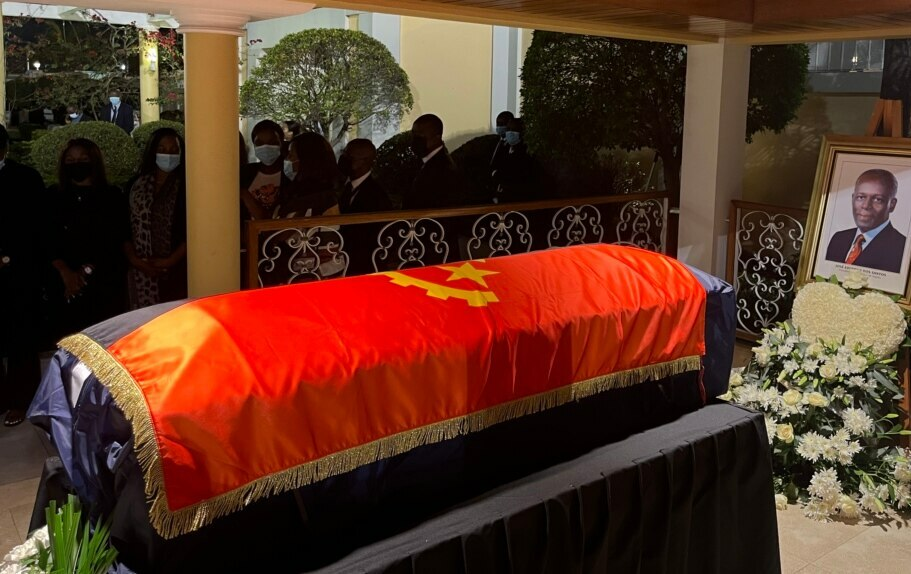
تابوت دوس سانتوس قبل از دفن وی

خوزه ادواردو دوس سانتوس سه بار ازدواج کرد و دارای شش فرزند از همسران خود و یک فرزند خارج از ازدواج است. همسر اول او تاتیانا کوکانوا روسی الاصل بود که در دوران تحصیل در آذربایجان با او آشنا شد. از فرزندان دوس سانتوس و کوکانووا می‌توان به ایزابل دوس سانتوس، ثروتمندترین زن آفریقا اشاره کرد.
یکی از فرزندان او خوزه فیلومنو دوس سانتوس که با فیلومنا سوزا بود، به عنوان رئیس صندوق دولتی آنگولا خدمت می‌کردند، یکی از فرزندان او ماریا لوئیزا آبرانتس پردیگائوبا بازیکر آنگولای کورئون دو ازدواج کرد. آخرین ازدواج او با آنا پائولا دوس سانتوس مدل سابق مد و مهماندار هواپیما بود که در سال ۱۹۹۱با او ازدواج کرد. او و خانواده اش ثروت شخصی قابل توجهی را به دست آورده‌اند.
در اواسط سال ۲۰۱۷، دوس سانتوس دو بار برای بازدیدهای چند هفته ای به بارسلونا در اسپانیا سفر کرد که شایعه شده بود که مربوط به یک مشکل پزشکی است. دولت اذعان کرد که اولین دیدار او مربوط به سلامتی وی بوده است. هیچ توضیح رسمی برای دیدار دوم او از ۳تا ۱۹ ژوئیه داده نشد.
او به غیر از زبان پرتغالی به زبان‌های اسپانیایی، فرانسوی و روسی نیز مسلط بود.
دوس سانتوس در ۸ ژوئیه ۲۰۲۲ در سن ۷۹ سالگی در مرکز پزشکی تکون در بارسلونا درگذشت. او در ۲۳ ژوئن همان سال دچار ایست قلبی تنفسی شد و چندین سال قبل از آن سرطان داشت.